# Firewalld
firewalld 是一款动态防火墙管理器。
firewalld 通过“网络/防火墙”空间的方式，为不同的网络連線或接口定义其自身的信任等级，通过这种方式达到了动态管理的效果。同时，它支持 IPv4、IPv6 防火墙的设置 、以太网网桥以及配置选项可为运行时或永久。另外，它还提供了接口，方便应用添加规则。

## 命令行

### 查看状态
```
sudo
 
firewall-cmd
 
--state

```

## 图形化前端（GUI）
firewall-config 是firewalld中可选的图形化配置工具，支持它的很多特性。
firewall-applet 是firewalld中可选的状态栏小图标程序，它能够显示防火墙日志通知，同时也是一种打开 firewall-config 的快捷方式。随着GNOME桌面中系统托盘的废弃，firewall-applet 在2015年夏天从GTK+迁移到Qt框架。

## 应用
firewalld 在以下Linux发行版中被作为默认的防火墙管理工具:
- CentOS 7 及更新版本
- Fedora 18 及更新版本
- OpenSUSE Leap 15 及更新版本[5]
- Red Hat Enterprise Linux 7 及更新版本
- SUSE Linux Enterprise 15 及更新版本[5]
- SteamOS 3.0 及更新版本

上述的发行版，默认启动 firewalld 。而其他一些发行版，（如：Debian 、 Ubuntu、 ArchLinux ）也将 firewalld 纳入仓库，作为选择之一。
firewalld 作为防火墙管理工具需要以下软件和库的支持：
- NetworkManager
- libvirt
- podman
- docker (仅在后端使用 iptables 时需要)
- fail2ban